# Viktor Király
Viktor Király (ur. 29 marca 1982 w Nowym Jorku) – węgiersko-amerykański piosenkarz.
Wokalista założonego przez siebie zespołu Face to Face, który wcześniej funkcjonował pod nazwą Twinz. Od 2007 artysta solowy, wydał trzy albumy studyjne: Király Viktor (2009), Solo (2010) i 3rd Dimension (2014) oraz jeden koncertowy pt. Király Viktor: A döntőben elhangzott dalok (2009), zawierający zapis jego występów w programie telewizyjnym Megasztár, w którym zwyciężył w 2008.
Trzykrotny uczestnik A Dal (2012, 2014, 2018). Laureat Europejskiej Nagrody Muzycznej MTV dla najlepszego węgierskiego wykonawcy (2019).

## Młodość
Urodził się w Nowym Jorku. Jest synem Tamása i Gabrielli Király, węgierskich imigrantów, którzy występowali w zespole Universal együttes. Ma brata-bliźniaka Benjamina oraz siostrę Lindę Király, z którymi dorastał w Nowym Jorku.
Jako nastolatek grał na perkusji w kilku garażowych zespołach muzycznych. W 1999 powrócił do Węgier z powodu poważnej choroby matki.

## Kariera muzyczna
W 2006 wraz z bratem-bliźniakiem założył zespół muzyczny Twinz. Wydali kilka singli, w tym „Aranyásók”, który był często puszczany w rozgłośniach radiowych. Po pewnym czasie zespół zmienił nazwę na Face to Face.
Jesienią 2007 solowo wziął udział w przesłuchaniach do programu telewizji M1 A Társulat, mającego wyłonić obsadę popularnej węgierskiej pop opery Król István. W 2008 uczestniczył w przesłuchaniach do czwartej edycji programu Megasztár. Dotarł do finału talent show, w którym zwyciężył, zdobywszy największą liczbę głosów telewidzów. W 2009 wydał album pt. Király Viktor: A döntőben elhangzott dalok, na którym umieszczono większość utworów wykonanych przez niego w trakcie programu. Wydawnictwo zajęło 4. miejsce na oficjalnej liście sprzedaży na Węgrzech. Również w 2009 wystąpił w koncercie sponsorowanym przez Simply Red oraz wydał debiutancki album studyjny, zatytułowany po prostu Király Viktor. Promował go singlami „Forgószél” i „Ha arra indulsz”, które spotkały się z dobrym odbiorem i były notowane na węgierskiej liście przebojów. Z płytą zadebiutował na 9. miejscu listy najczęściej sprzedawanych albumów.

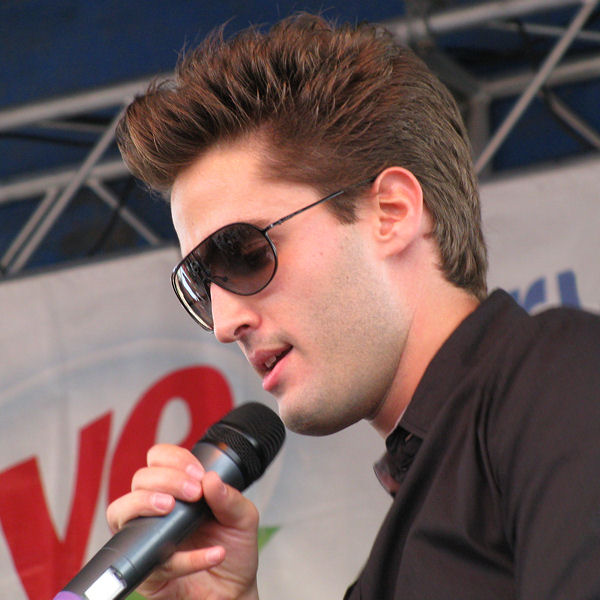
Viktor Király podczas koncertu, 2009

W 2010 wydał drugi album studyjny pt. Solo. Z tytułowym singlem dotarł na szczyt węgierskiej listy przebojów. Płytę promował również singlami „Crazy”, „Move Faster”, „Over” i „Fire”. W 2012 z rodzeństwem wziął udział z piosenką „Untried” w krajowych eliminacjach eurowizyjnych A Dal 2012. Dotarli do finału, w którym zajęli 4. miejsce.
W 2014 wydał trzeci solowy album studyjny pt. 3rd Dimension, z którym dotarł do 2. miejsca listy najczęściej kupowanych płyt w kraju. Album otrzymał certyfikat platynowy i był promowany singlami „Chasing Demons” i „Exhale”. Z innym utworem z płyty, „Running Out of Time”, startował w krajowych eliminacjach eurowizyjnych A Dal 2014. Dotarł do pierwszej „czwórki” w finale. W lipcu wydał EP-kę pt. We Are Not Running out of Remixes, na której umieścił remiksy utworu „Running Out of Time”.
W 2015 wziął udział w przesłuchaniach do dziewiątej edycji programu The Voice emitowanego na kanale NBC. Podczas „przesłuchań w ciemno” zaśpiewał utwór Marvina Gaye’a „What’s Going on” i zyskał przychylność wszystkich trenerów, którymi byli Adam Levine, Blake Shelton, Pharrell Williams i Gwen Stefani. Dołączył do drużyny Levine’a, a następnie pomyślnie przeszedł przez następne etapy, ostatecznie kwalifikując się do odcinków na żywo jako członek grupy Gwen Stefani. 11 listopada odpadł w pierwszym odcinku, niezdobywszy wystarczającej liczby głosów telewidzów.
W 2018 został ogłoszony uczestnikiem eliminacji A Dal 2018, do których zgłosił się z piosenką „Budapest Girl”. Pomyślnie dotarł do finału, w którym zakwalifikował się do najlepszej „czwórki”. 3 listopada 2019 uczestniczył w 26. gali rozdania Europejskich Nagród Muzycznych MTV, na której odebrał statuetkę dla najlepszego węgierskiego wykonawcy.

## Działalność pozamuzyczna
Był jurorem i mentorem w dziecięcym programie Az ének iskolája (2013–2014).

## Dyskografia
- Király Viktor (2009)
- Solo (2010)
- 3rd Dimension (2014)